# Fayodia bisphaerigera
Fayodia là một chi nấm trong họ Tricholomataceae, và là loài điển hình của chi Fayodia. Tên ban đầu của loài là Omphalia bisphaerigera do Jakob Emanuel Lange đặt, và sau đó đổi thành Fayodia năm 1936 bởi Rolf Singer. Nó được tìm thấy ở châu Á, châu Âu và Bắc Mỹ.